# 국가관세종합정보망운영연합회
국가관세종합정보망운영연합회(國家關稅綜合情報網運營聯合會, Customs Uni-Pass International Agency ; 국종망연합회, CUPIA)는 대한민국 관세청 전자통관시스템(UNI-PASS)의 해외수출을 적극적으로 지원하고 관세무역분야 국제표준화를 선도하기 위하여 대한민국 관세청이 주도하여 설립한 관세행정 및 IT분야 공직유관단체이다.
국가관세종합정보망(UNI-PASS)은 약 1007억원으로 대한민국이 보유한 무형자산 중 최고 장부가액을 기록한 바 있다.
서울과 대전에 사무실을 두고 있으며, 본사는 서울특별시 송파구 백제고분로 460 (CUPIA 타워)에 있다.

## 설립 근거
- 관세법[2]
  - 관세법 시행령[3]
    - 국가관세종합정보망의 이용 및 운영 등에 관한 고시

## 연혁
- 2006년 8월 재단법인 한국전자통관국제화재단 설립[4]
- 2007년 12월 재단법인 한국전자통관진흥원으로 명칭 변경[5]
- 2010년 3월 국가관세종합정보망운영연합회로 명칭 변경[6]
- 2010년 4월 자회사 케이씨넷 설립[7]

## 주요 업무
- 대한민국 관세청 전자통관시스템 위탁운영
- 대한민국 관세청 내부정보시스템 유지보수
- 대한민국 관세청 DM/UCR 용역 수주,완료
- KIPA 핵심서비스 모듈화 지원사업
- 알제리 전자통관시스템 구축 및 설치사업 수주
- 탄자니아 전자통관시스템 구축 사업 수주, 완료
- 과테말라 관세행정 위험관리 및 DW 구축사업 수주, 완료
- 에콰도르 통관시스템/싱글윈도우 구축사업 수주, 완료
- 우즈베키스탄 싱글윈도우 구축사업 수주, 완료
- UNI-PASS 패키지시스템 구축
- 에티오피아 싱글윈도우 구축사업 수주, 완료
- 카메룬 전자통관시스템 구축사업 수주
- 가나 전자통관시스템 구축사업 수주, 완료

## 조직

### 연합회 조직
- 회장
- 대표
- 감사실
- 비서실

| - 경영지원실 - 전략지원팀 - 회계지원팀 | - 홍보관리팀 - 컨설팅1팀 - 컨설팅2팀 | - 총괄사업지원실 - 서아프리카사업실 - 알제리사업실 - 에티오피아사업실 |

#### 국종망운영사업본부
- 운영지원팀
- 기반운영팀
- 통관운영팀
- 물류운영팀
- 대민포털운영팀

## 사무소
- 서울본사 : 서울시 송파구 백제고분로 460 쿠피아타워
- 국종망운영실 : 대전광역시 서구 둔산동 청사로 189, 1동, 307호
- 기술지원센터 : 대전광역시 서구 둔산동 청사로 189, 2동, 1303호
- 글로벌사업 제1사무소 : 대전시 서구 만년동 리더스타운 D동 2층
- 글로벌사업 제2사무소 : 대전시 서구 만년동 리더스타운 F동 2층

## 같이 보기
- 한국무역협회
- 한국소프트웨어산업협회
- 한국정보산업협동조합
- 한국관세무역개발원
- 한국무역통계진흥원
- 한국무역정보통신